# Dorfkirche Döbritz

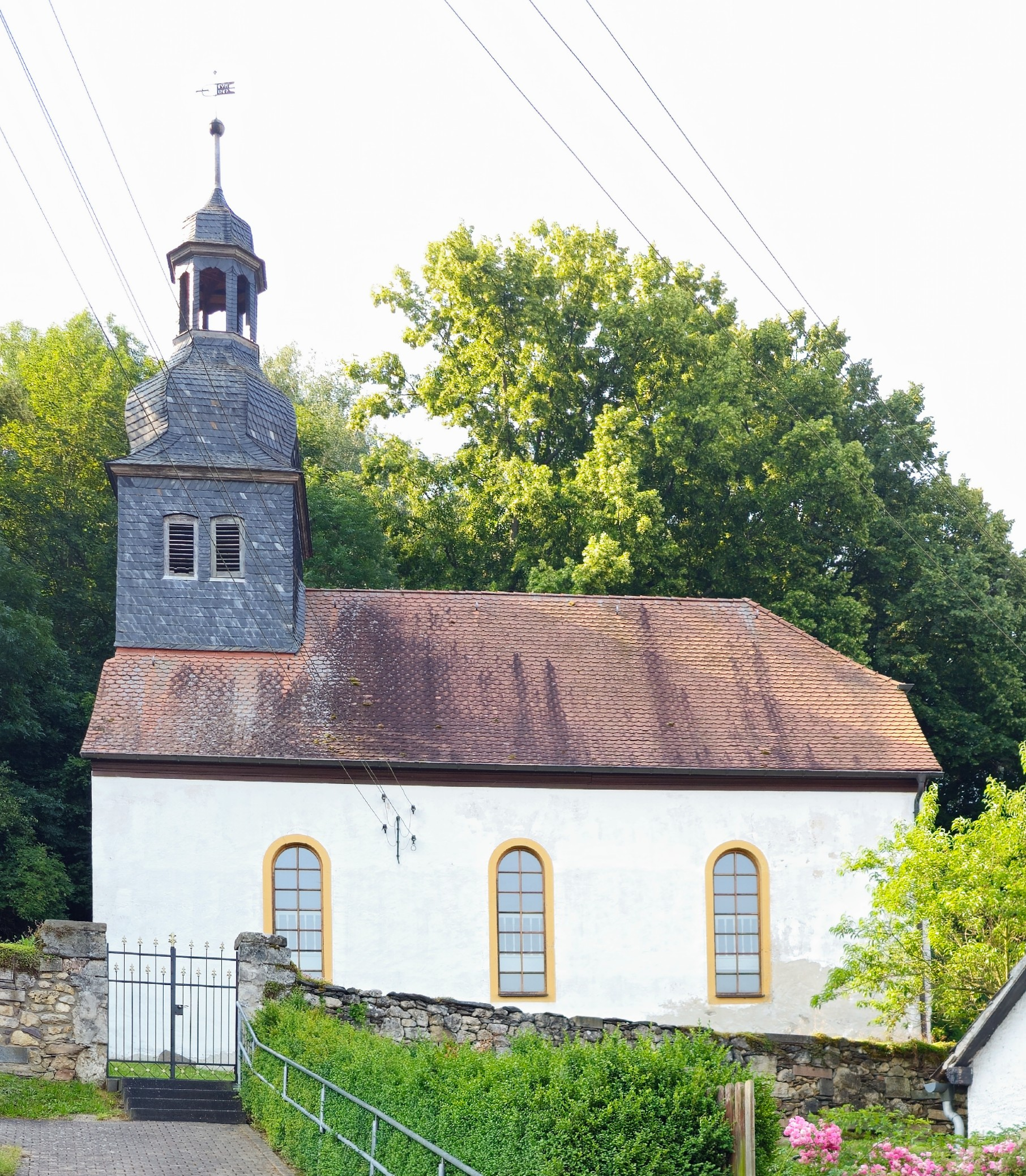
Kirche Döbritz

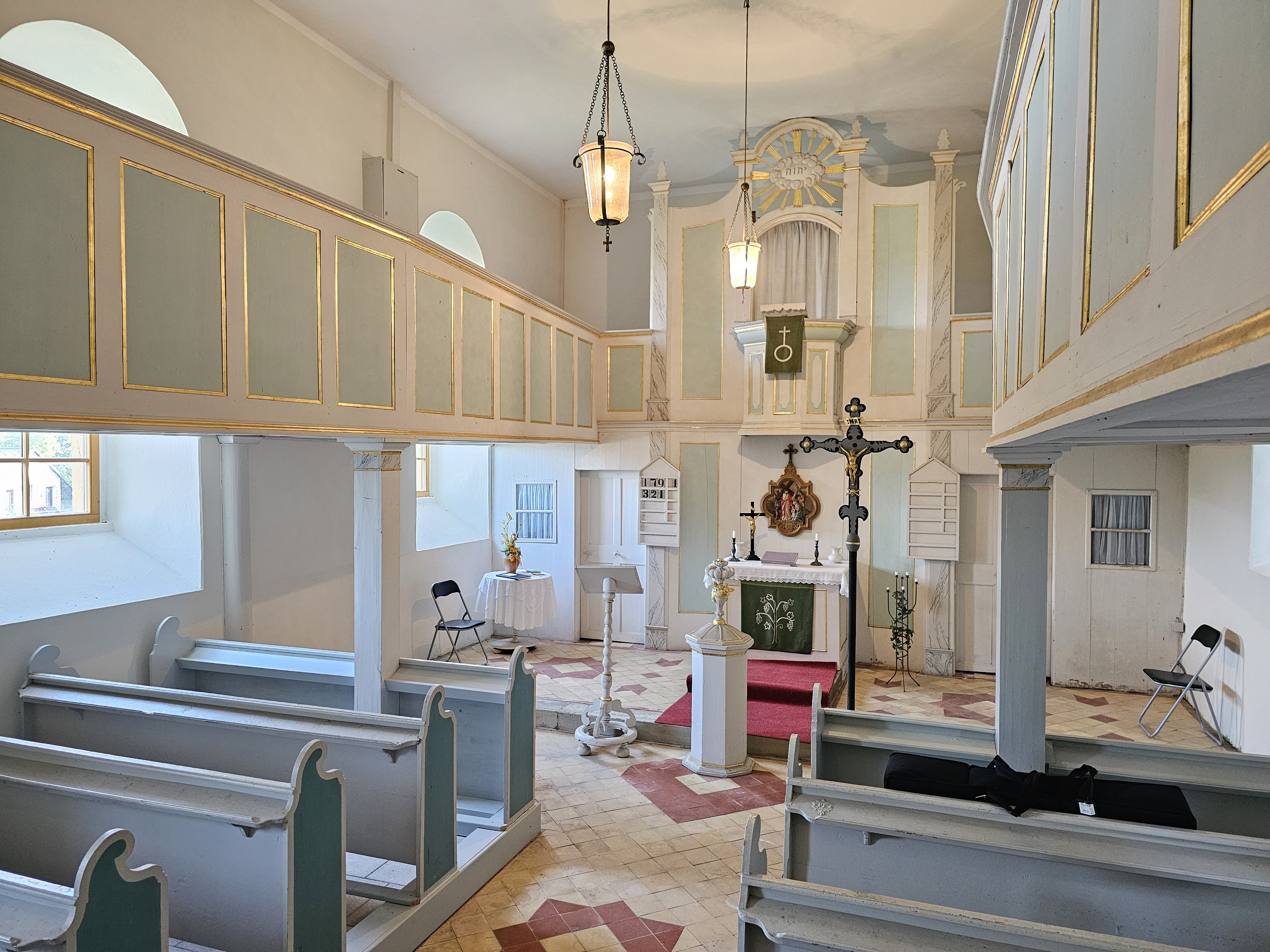
Innenraum (2023)

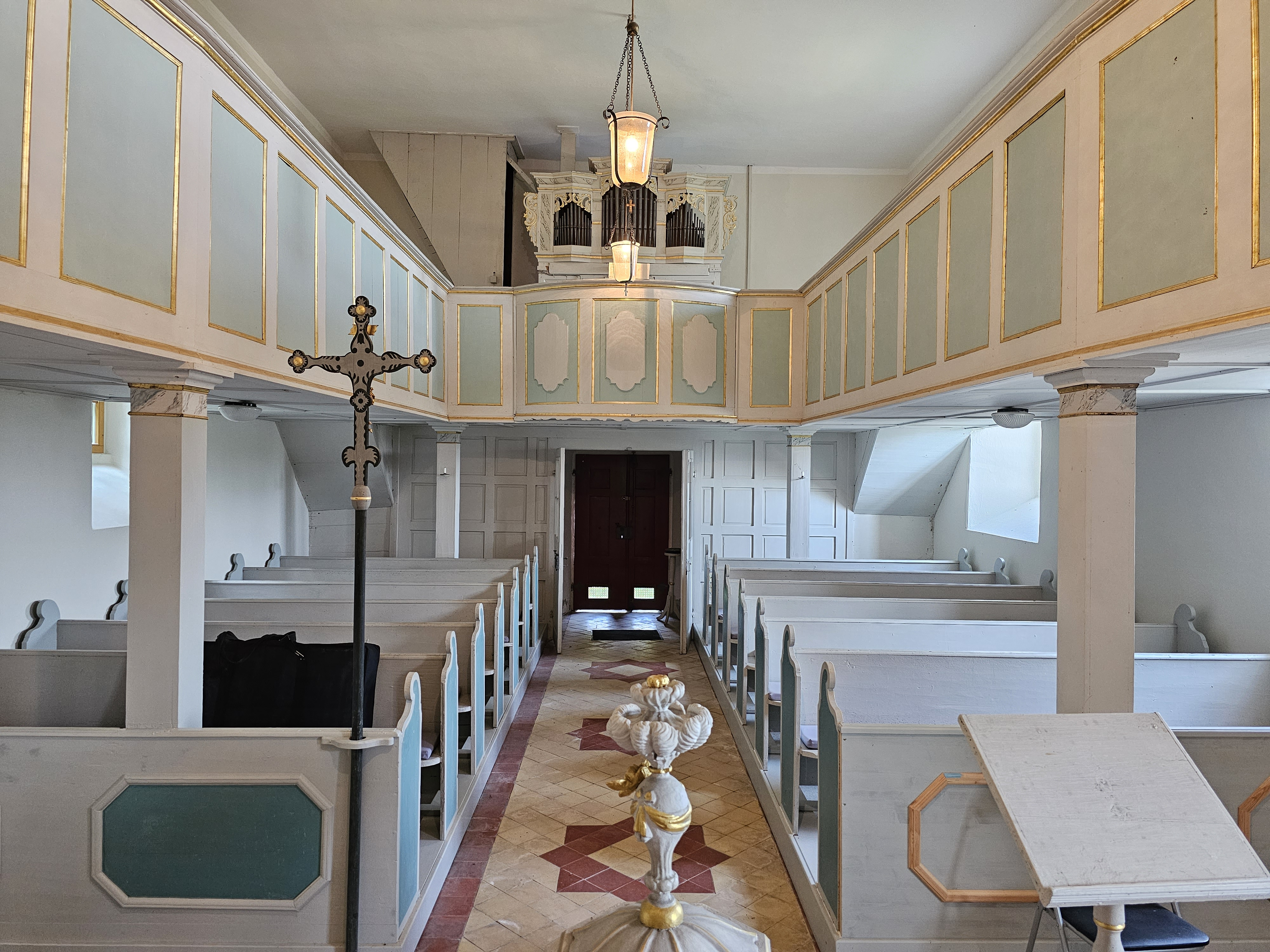
Blick zur Orgel

Die evangelische Dorfkirche Döbritz steht in der Gemeinde Döbritz der Verwaltungsgemeinschaft Oppurg im Saale-Orla-Kreis in Thüringen.

## Geschichte
Die kleine und schlichte Dorfkirche wurde 1768 auf dem Grundriss der Vorgängerkirche erbaut, 1868 erfuhr sie eine größere Erneuerung.
Der Rechtecksaal besitzt einen Kanzelaltar und umlaufende Emporen. Die seit Jahrzehnten unspielbare Orgel aus dem 18. Jahrhundert besitzt sieben oder acht Register auf einem Manual und Pedal und ist ein Werk des Orgelbauers Justinus Ehrenfried Gerhard.
Der Innenanstrich ist in Blau-Weiß und Gold gehalten; über der Kanzel ist das Tetragramm in einem Strahlenkranz.
Der Turm trägt zwei Bronzeglocken; eine alte von 1457 und eine 1953 neu gegossene.